# Roelof Nelissen

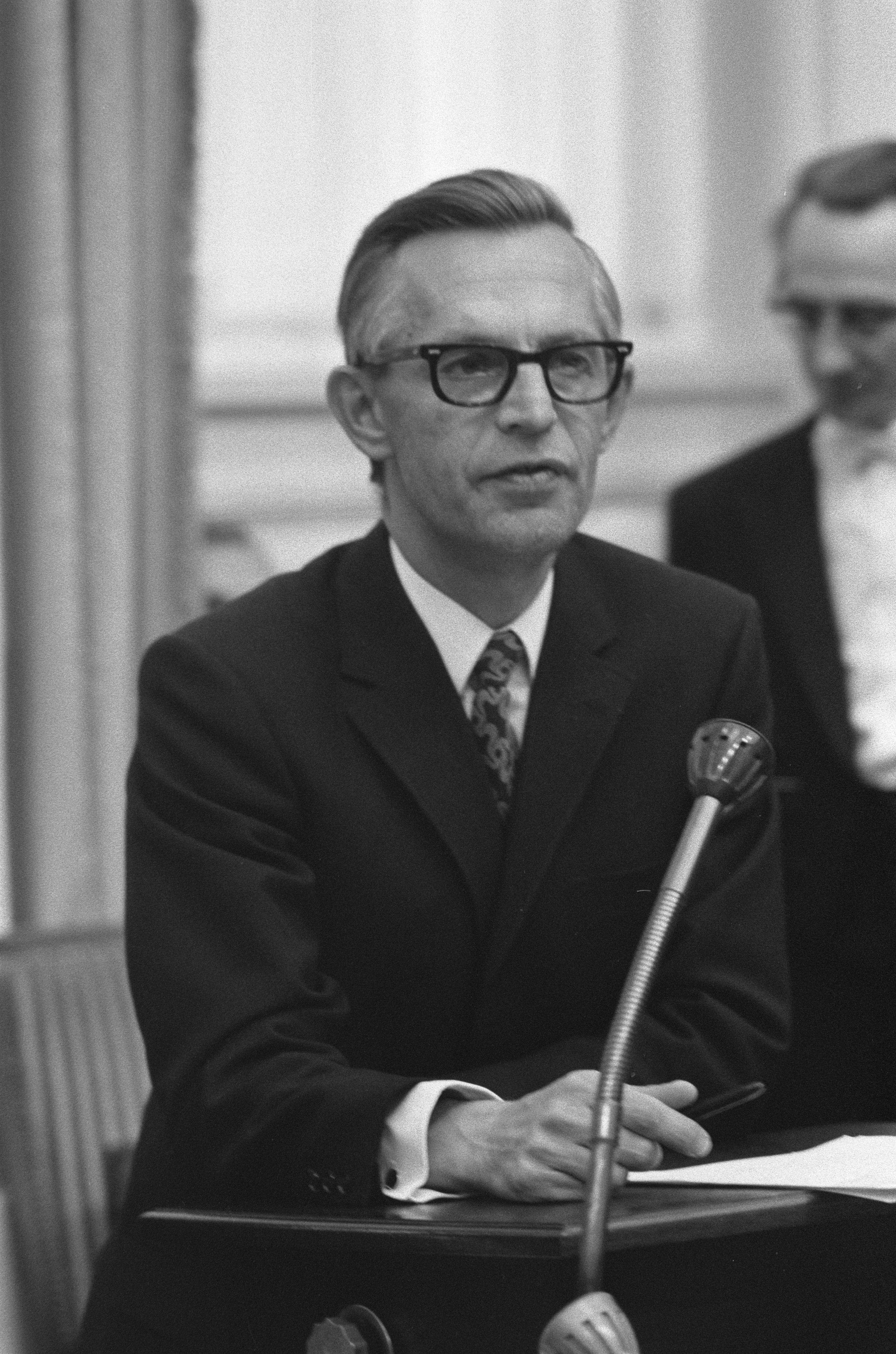
Roelof Nelissen (1971)

Roelof Johannus Nelissen (* 4. April 1931 in Hoofdplaat, Provinz Zeeland; † 18. Juli 2019) war ein niederländischer Bankmanager und Politiker der Katholieke Volkspartij (KVP) sowie später des Christen-Democratisch Appèl (CDA), der unter anderem Vize-Ministerpräsident, Minister sowie Mitglied der Zweiten Kammer der Generalstaaten war.

## Leben

### Berufliche Laufbahn und Abgeordneter
Nach dem Besuch der Grundschule in Hoofdplaat sowie des Internatgymnasiums Ijpelaar in Dongen studierte Roelof Nelissen Rechtswissenschaften an der Katholieke Universiteit Nijmegen und schloss dieses Studium 1956 ab. Seinen Wehrdienst leistete er in der Sanitätstruppe der Streitkräfte und wurde zuletzt zum Sergeant befördert.
Nach Beendigung des Studiums war er zunächst für kurze Zeit Mitarbeiter des Sozialfonds der Bauindustrie in Amsterdam, ehe er anschließend von Dezember 1956 bis Juni 1962 Vizesekretär des Römisch-Katholischen Mittelstandsbundes (Nederlandse Rooms-Katholieke Middenstandsbond, NRKM) war. Anschließend war er bis September 1968 Allgemeiner Sekretär des NRKM, der später in Katholischer Unternehmerverband (Nederlands Katholiek Ondernemersverbond, NKOV) umbenannt wurde.
Seine politische Laufbahn begann Nelissen, als er als Kandidat der KVP im Juni 1963 zum Mitglied der Zweiten Kammer der Generalstaaten gewählt wurde, und dieser bis Januar 1970 angehörte. Während seiner Parlamentszugehörigkeit war er von Dezember 1963 bis Dezember 1967 Zweiter Sekretär der Zweiten Fraktion der KVP sowie anschließend bis Januar 1970 Sekretär der KVP-Fraktion in der Zweiten Kammer.
Daneben war er von September 1968 bis Juli 1969 Sekretär der Föderation der Katholischen und Christlichen Unternehmensverbände (Federatie van Katholieke en Christelijke Ondernemersverbonden).

### Minister und Vize-Ministerpräsident

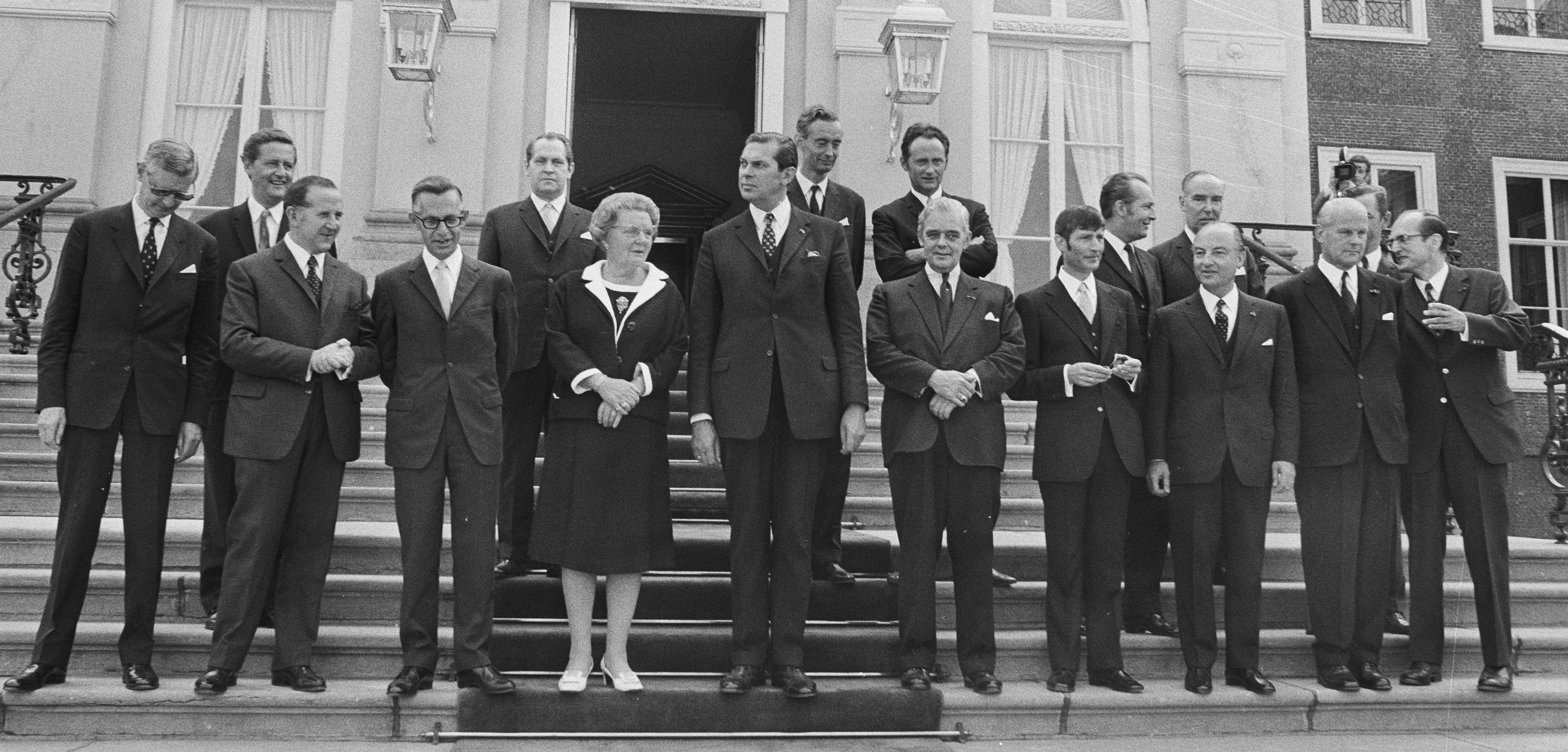
Kabinett Biesheuvel am 6. Juli 1971: Nelissen (1. Reihe, 3.v.l) neben Königin Juliana sowie Ministerpräsident Barend Biesheuvel (5.v.l.) mit den weiteren Ministern

Am 14. Januar 1970 wurde Nelissen von Ministerpräsident Piet de Jong im Rahmen einer Kabinettsumbildung zum Wirtschaftsminister in dessen Kabinett berufen und übte dieses Amt als Nachfolger von Johan Witteveen, der kommissarischer Nachfolger von Leo de Block war, bis zum Ende von de Jongs Amtszeit am 6. Juli 1971 aus. Zuletzt war er von Mai bis Juli 1971 auch wieder Mitglied der Zweiten Kammer der Generalstaaten und in dieser Zeit auch stellvertretender Vorsitzender der KVP-Fraktion.
Am 6. Juli 1971 berief ihn de Jongs Nachfolger als Ministerpräsident, Barend Biesheuvel, zum Vize-Ministerpräsident und Finanzminister in dessen Kabinett, dem er bis zum Ende von Biesheuvels Amtszeit am 11. Mai 1973 angehörte. Zugleich war vom 6. Juli 1971 bis zum 28. Januar 1972 als Minister für die Koordination der Angelegenheiten von Surinam und den Niederländischen Antillen beauftragt, ehe im Anschluss mit Pierre Lardinois ein eigener Minister für dieses Ressort ins Kabinett berufen wurde. Darüber hinaus war er von Dezember 1972 bis März 1973 auch wieder Mitglied der Zweiten Kammer der Generalstaaten.
Für seine politischen Verdienste wurde er am 8. Juni 1973 zum Kommandeur des Orden von Oranien-Nassau ernannt. Darüber hinaus wurde er Großoffizier des Kronenorden von Belgien.

### Vorstandsvorsitzender von ABN AMRO

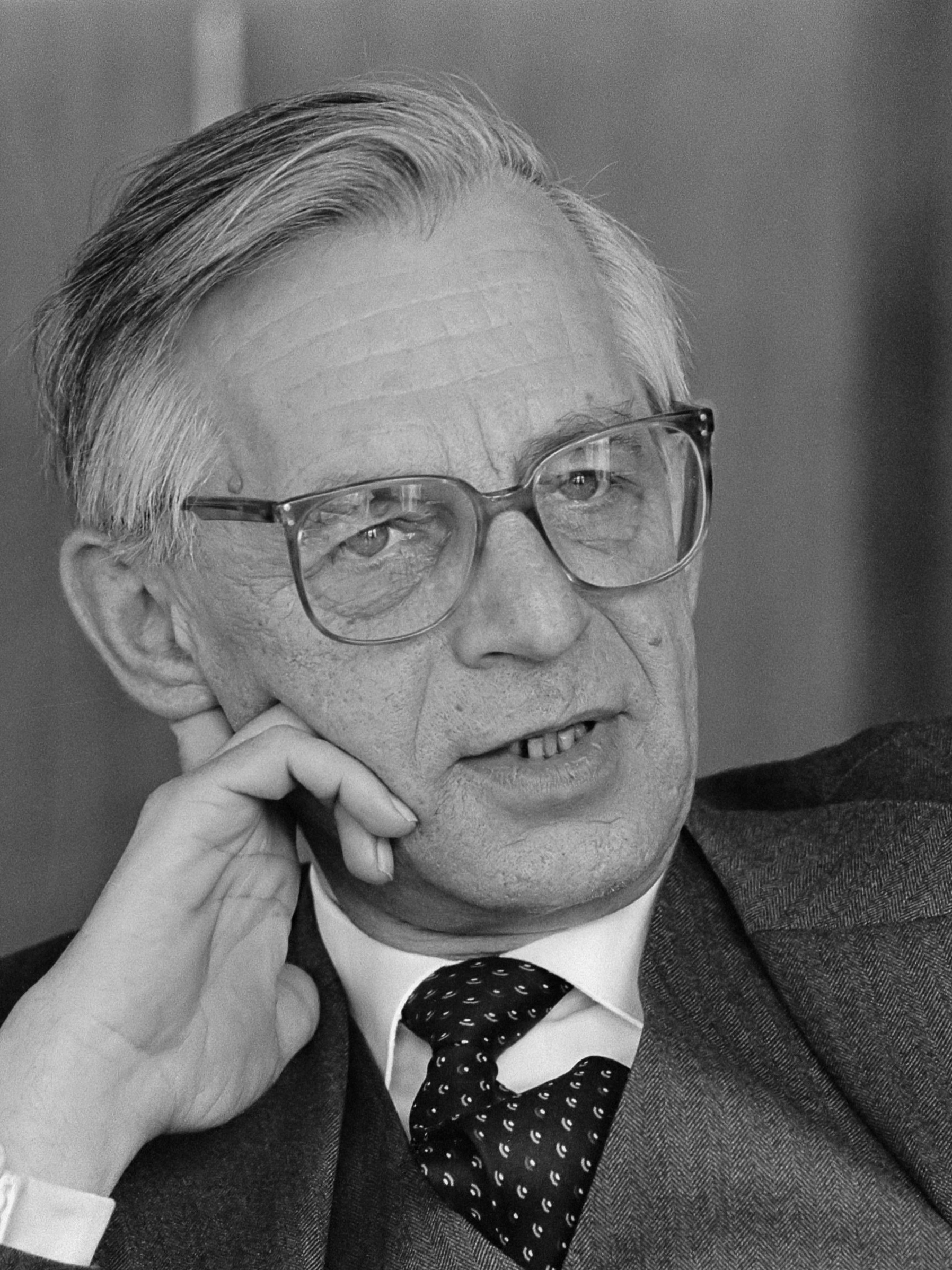
Vorstandsvorsitzender der N.V. AMRO-Bank Roelof Nelissen (1985)

Nach seinem Ausscheiden aus der Regierung und dem Parlament wechselte Nelissen in die Privatwirtschaft und war zunächst zwischen September 1973 und September 1974 Berater des Vorstandes der Amsterdam-Rotterdam Bank (N.V. AMRO-Bank), ehe er anschließend bis 1979 Vizevorsitzender und dann von Juni 1983 bis September 1990 Vorstandsvorsitzender der N.V. AMRO-Bank war.
Nach der Fusion der N.V. AMRO-Bank mit der Algemene Bank Nederland (ABN) wurde Nelissen im September 1990 Vorstandsvorsitzender der daraus entstandenen ABN AMRO und behielt dieses Amt bis Mai 1992.